# Moghreb Rabat
Moghreb Sportif de Rabat – marokański klub piłkarski z siedzibą w Rabacie.

## Opis
Klub jeden raz występował w GNF 1. W sezonie 1963/1964 zespół zajął 14., ostatnie miejsce i spadł do GNF 2 (niższej dywizji).